# Bemlos palmatus
Bemlos palmatus är en kräftdjursart. Bemlos palmatus ingår i släktet Bemlos och familjen Aoridae. Inga underarter finns listade i Catalogue of Life.